# La Spectatrice
Pour plus de détails, voir Fiche technique et Distribution.
La Spectatrice est un film italien réalisé par Paolo Franchi et sorti en 2005.

## Fiche technique
- Titre : La Spectatrice
- Titre original : La spettatrice
- Réalisation : Paolo Franchi
- Scénario : Paolo Franchi, Heidrun Schleef, Diego Ribon, Daniela Ceselli et Rinaldo Rocco
- Photographie : Giuseppe Lanci
- Décors : Maurizia Narducci
- Costumes : Alessandro Lai
- Son : Alessandro Zanon
- Musique : Carlo Crivelli
- Montage : Alesso Doglione
- Production : Emme Produzioni - Ubu Film Produzione
- Pays d'origine :  Italie
- Durée : 98 minutes
- Date de sortie : France - 14 septembre 2005

## Distribution
- Barbora Bobulova : Valeria
- Brigitte Catillon : Flavia
- Andrea Renzi : Massimo
- Chiara Picchi : Sonia
- Matteo Mussoni : Andrea